# Neoarcturus halei
Neoarcturus halei är en kräftdjursart som först beskrevs av Brian Frederick Kensley 1984.  Neoarcturus halei ingår i släktet Neoarcturus och familjen Holidoteidae. Inga underarter finns listade i Catalogue of Life.